# 十一叶雪胆
十一叶雪胆（学名：Hemsleya endecaphylla）为葫芦科雪胆属下的一个种。

## 扩展阅读
- 維基物種上的相關：十一叶雪胆